# Eiconaxius caribbaeus
Eiconaxius caribbaeus is een tienpotigensoort uit de familie van de Axiidae. De wetenschappelijke naam van de soort is voor het eerst geldig gepubliceerd in 1896 door Faxon.